# Inhangapi
Inhangapi is een gemeente in de Braziliaanse deelstaat Pará. De gemeente telt 10.377 inwoners (schatting 2009).